# 인플레 갭

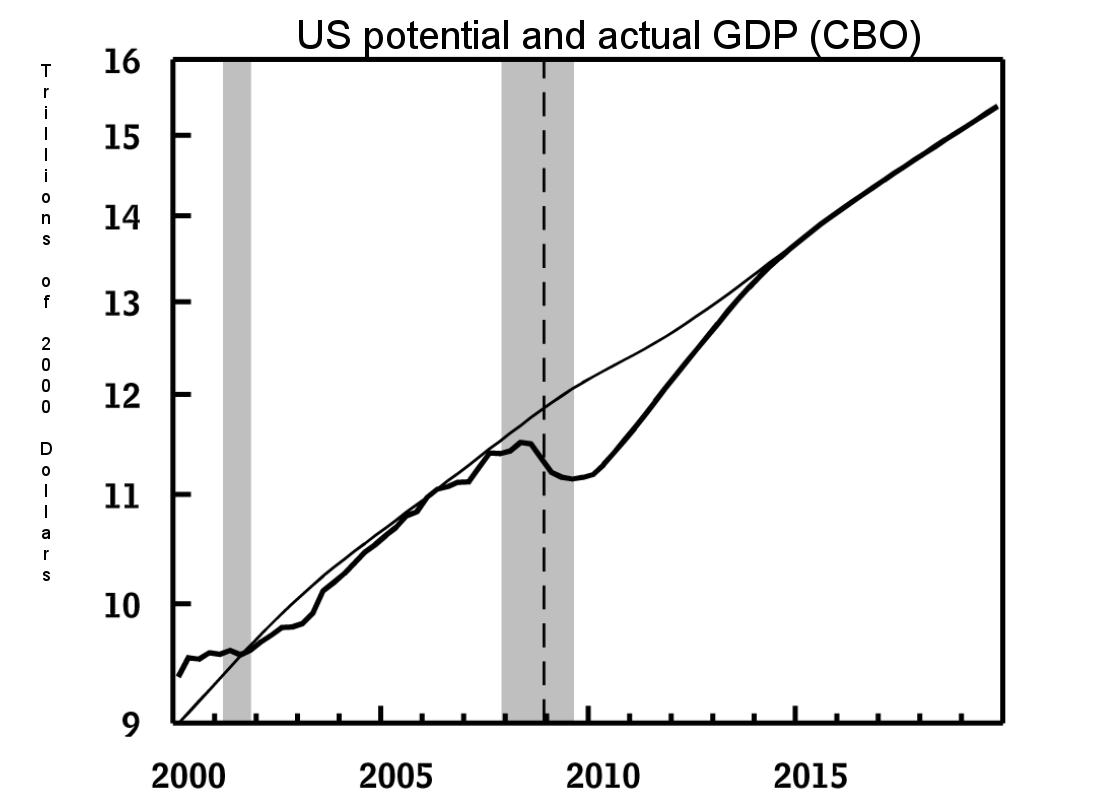

인플레 갭(inflationary gap)은 실제의 투자가 완전고용의 국민 소득 수준에서의 저축, 즉 완전고용 저축을 넘을 경우에, 그 차를 가리키는 단어이다.  인플레 갭이 발생한 경우에는 독립 지출의 증가는 물가의 일방적 상승을 야기시킨다. 인플레이션을 억제하기 위해서는 그 차액분만큼 독립 지출을 감소시켜야 한다.